# Albert Betts
Albert Edward Betts (8. februar 1888 i Birmingham – 13. februar 1924 i London) var en britisk sportsudøver som deltog under de olympiske lege 1912 i Stockholm og 1920 i Antwerpen. Han repræsenterede City of Birmingham Gymnastics Club.
Betts vandt en bronzemedalje i gymnastik under OL 1912 i Stockholm. Han var med på det britiske hold som kom på en tredjeplads i holdkonkurrencen i multikamp efter Italien og Ungarn. Der var fem hold fra fem lande som var med i konkurrencen som blev arrangeret på Stockholms stadion. Der var mellem 16 og 40 deltagere på hvert hold.
Otte år senere under OL 1920 i Antwerpen, kom han på en femteplads sammen med det britiske hold i multikamp.